# Léopold-Joseph Bonny Duala-M'bedy
Léopold-Joseph Bonny Duala-M'bedy (auch als Munasu Duala-M'bedy bekannt) war ein kamerunischer Politologe, Soziologe, Ethnologe und Xenologe. Er gilt als Begründer der wissenschaftlichen Disziplin Xenologie.

## Leben und Wirken
Geboren 1939 in Kamerun studierte Duala-M’bedy Ethnologie an der Sorbonne und am Institut Catholique de Paris. Nach weiteren Studien an der Universität Wien promovierte er 1962  in Ethnologie und Soziologie. Als Alexander-von-Humboldt Stipendiat setzte er seine akademische Forschung beim Geschichtsphilosophen Eric Voegelin am Politikwissenschaftlichen Institut der Universität München fort. 1972 habilitierte sich Duala-M’bedy mit der politikwissenschaftlichen Arbeit „Die Ordnungskonzeption der Afrikaner“, woraus sein, 1977 im Karl Alber Verlag erschienenes, Hauptwerk »Xenologie. Die Wissenschaft vom Fremden und die Verdrängung der Humanität in der Anthropologie« hervorging. Unter dem von ihm geprägten Neologismus »Xenologie« stellt Duala-M’bedy eine eigenständige Symbolform sowie deren Genese dar und analysiert sie als zentrale Kategorie des westlichen Selbstverständnisses. In historischen Analysen zeigt er, wie die inhaltliche Ausformung des xenologischen Mythos zu einer Leugnung der Humanität des nichteuropäischen Fremden schlechthin geführt hat.
Duala-M’bedy besetzte Gastprofessuren in Ibadan (Nigeria), Düsseldorf und Bremen. Als Voegelinschüler lehrte und arbeitete er auch in München und Hamburg. Von 1986 bis 1997 war er Privatdozent an der Fakultät für Sozialwissenschaft der Ruhr-Universität Bochum, Sektion Politikwissenschaft. Im Jahr 1988 gründete er das „Kaiserswerther Institut für Xenologie“
, das viele junge afrikanische Wissenschaftler gefördert hat und mit einer Reihe von Forschungsprojekten hervortrat. 2015 bestanden Pläne, das »Kaiserswerther Institut für Xenologie« nicht nur in Douala (Kamerun) zu verankern, sondern auch mit europäischen Zweigstellen auszubauen.
Er starb 2024 in Augsburg.

## Veröffentlichungen
- „Xenologie – Die Wissenschaft vom Fremden und die Verdrängung der Humanität in der Anthropologie“. (Fermenta philosophica) Verlag Karl Alber, Freiburg / München 1977. ISBN 978-3-495-47350-4
- Hrsg.: Das Begehren des Fremden. Beiträge zur Xenologie. Kaiserswerther Institut für Xenologie. Die blaue Eule,  Essen 1992. ISBN 978-3-89206-500-5
- Hrsg.: Die Entgegnung des Fremden im Museum: Xenologie und Museumspädagogik. Athena,  Oberhausen 1999. ISBN 978-3-932740-44-2

## Festschrift
Christian Bremshey, Hilde Hoffmann, Yomb May, Marco Ortu (Hrsg.): Den Fremden gibt es nicht. Xenologie und Erkenntnis. Festschrift für Leopold Joseph Bonny Duala-M’bedy. Lit,  Münster 2004. ISBN 978-3-8258-7458-2